# Associazione Calcio Arezzo 2008-2009
Questa pagina raccoglie le informazioni riguardanti l'Associazione Calcio Arezzo nelle competizioni ufficiali della stagione 2008-2009.

## Rosa
| N. |                     | Ruolo | Calciatore          |
| -- | ------------------- | ----- | ------------------- |
|    | Italia (bandiera)   | D     | Marco Ambrogioni    |
|    | Francia (bandiera)  | A     | Alain Baclet        |
|    | Italia (bandiera)   | C     | Nicola Beati        |
|    | Brasile (bandiera)  | C     | Rafael Bondi        |
|    | Italia (bandiera)   | P     | Domenico Botticella |
|    | Italia (bandiera)   | C     | Andrea Bricca       |
|    | Italia (bandiera)   | C     | Matteo Cavagna      |
|    | Italia (bandiera)   | A     | Vincenzo Chianese   |
|    | Italia (bandiera)   | D     | Mirko Conte         |
|    | Italia (bandiera)   | C     | Daniele Croce       |
|    | Svizzera (bandiera) | D     | Igor Djuric         |
|    | Italia (bandiera)   | C     | Alessandro Doga     |
|    | Italia (bandiera)   | D     | Stefano Fanucci     |
|    | Italia (bandiera)   | D     | Fabrizio Grillo     |

| N. |                      | Ruolo | Calciatore           |
| -- | -------------------- | ----- | -------------------- |
|    | Italia (bandiera)    | P     | Matteo Lancini       |
|    | Italia (bandiera)    | A     | Fabio Lauria         |
|    | Argentina (bandiera) | C     | Lucas Longoni        |
|    | Italia (bandiera)    | P     | Massimo Marconato    |
|    | Italia (bandiera)    | A     | Daniele Martinetti   |
|    | Camerun (bandiera)   | C     | Kelvin Ewome Matute  |
|    | Italia (bandiera)    | C     | Crocefisso Miglietta |
|    | Italia (bandiera)    | P     | Gabriele Paoletti    |
|    | Italia (bandiera)    | D     | Carlo Pelagatti      |
|    | Italia (bandiera)    | C     | Alessio Sireno       |
|    | Italia (bandiera)    | D     | Ernesto Terra        |
|    | Brasile (bandiera)   | C     | Rômulo Eugênio Togni |
|    | Argentina (bandiera) | A     | Federico Turienzo    |
|    | Italia (bandiera)    | C     | Luca Vigna           |